# Ludovic Blas
Ludovic Blas (Colombes, 31 december 1997) is een Frans voetballer die doorgaans als centrale middenvelder speelt. Hij verruilde FC Nantes in juli 2023 voor Stade Rennais.

## Clubcarrière
Blas speelde in de jeugd bij Domont, Rambouillet, Montrouge en EA Guingamp. Hij debuteerde op 6 december 2015 in de Ligue 1, tegen Girondins Borddeaux. Hij speelde de volledige wedstrijd. Op 3 februari 2016 volgde Blas' eerste competitiedoelpunt, tegen Troyes AC. Hij maakte het vierde doelpunt op aangeven van Jimmy Briand. Blas speelde vier jaar voor Guingamp en degradeerde in het laatste daarvan met zijn ploeggenoten naar de Ligue 2. Daarin begon hij nog aan het seizoen 2019/20 met Guingamp, maar voor het einde van de zomerse transfermarkt tekende hij bij FC Nantes en keerde hij terug in de Ligue 1. Blas groeide ook bij zijn nieuwe club uit tot basisspeler. Hij was een van de drijvende krachten in het Nantes dat in 2021/22 de Coupe de France won, de eerste prijs die de club won in 21 jaar. Hij scoorde in zowel de zestiende, de achtste als de kwartfinale en maakte het enige doelpunt in de finale tegen Nice. Als gevolg daarvan kon hij in 2022/23 voor het eerst in zijn carrière aantreden in een Europees toernooi, de Europa League. Blas tekende in juli 2023 een contract tot medio 2027 bij Stade Rennais, dat in het voorgaande seizoen één punt achter kampioen Paris Saint-Germain eindigde.

## Clubstatistieken
| Seizoen     | Club          | Competitie  | Competitie | Competitie | Beker | Beker | Internationaal | Internationaal | Totaal | Totaal |
| Seizoen     | Club          | Competitie  | Wed.       | Dlp.       | Wed.  | Dlp.  | Wed.           | Dlp.           | Wed.   | Dlp.   |
| ----------- | ------------- | ----------- | ---------- | ---------- | ----- | ----- | -------------- | -------------- | ------ | ------ |
| 2015/16     | EA Guingamp   | Ligue 1     | 14         | 1          | 2     | 0     | —              | —              | 16     | 1      |
| 2016/17     | EA Guingamp   | Ligue 1     | 24         | 1          | 5     | 1     | —              | —              | 29     | 2      |
| 2017/18     | EA Guingamp   | Ligue 1     | 31         | 3          | 2     | 0     | —              | —              | 33     | 1      |
| 2018/19     | EA Guingamp   | Ligue 1     | 34         | 1          | 6     | 0     | —              | —              | 40     | 1      |
| 2019/20     | EA Guingamp   | Ligue 2     | 6          | 0          | 1     | 0     | —              | —              | 7      | 0      |
| Club totaal | Club totaal   | Club totaal | 109        | 6          | 16    | 1     | 0              | 0              | 125    | 7      |
| 2019/20     | FC Nantes     | Ligue 1     | 24         | 5          | 4     | 2     | —              | —              | 28     | 7      |
| 2020/21     | FC Nantes     | Ligue 1     | 36         | 10         | 1     | 0     | —              | —              | 37     | 10     |
| 2021/22     | FC Nantes     | Ligue 1     | 35         | 10         | 6     | 5     | —              | —              | 41     | 15     |
| 2022/23     | FC Nantes     | Ligue 1     | 37         | 7          | 5     | 2     | 8              | 3              | 50     | 12     |
| Club totaal | Club totaal   | Club totaal | 132        | 32         | 16    | 9     | 8              | 3              | 156    | 44     |
| 2023/24     | Stade Rennais | Ligue 1     | 0          | 0          | 0     | 0     | 0              | 0              | 0      | 0      |
| Club totaal | Club totaal   | Club totaal | 0          | 0          | 0     | 0     | 0              | 0              | 0      | 0      |

Bijgewerkt t/m 5 juli 2023

## Interlandcarrière
Blas won met Frankrijk –19 het EK –19 van 2016. In de met 4–0 gewonnen finale tegen Italië –19 maakte hij zelf de 2–0. Blas nam tien maanden later met Frankrijk –20 deel aan het WK –20 van 2017.

## Erelijst
| Competitie            | Aantal    | Jaren     |           |           |
| FC Nantes             | FC Nantes | FC Nantes | FC Nantes | FC Nantes |
| --------------------- | --------- | --------- | --------- | --------- |
| Coupe de France       | 1x        | 2021/22   |           |           |
| Frankrijk –19         |           |           |           |           |
| Europees kampioen –19 | 1x        | 2016      |           |           |